# Eupithecia brandti
Eupithecia brandti  (лат.) — вид бабочек-пядениц (Geometridae). Иран (провинция Фарс, Umgebung von Shiraz, на высоте 1600 и Straße Kazeroun-Bouchir, Tchoureum, 1000 м). Размах крыльев около 17 мм. Общая окраска желтовато-коричневая. Лоб и верх головы желтые. Нижнегубные щупики короткие, меньше диаметра глаза. Сходен с видом E. frontosa Brandt, 1941 из Ирана, отличаясь более светлой окраской. Название E. brandti происходит от фамилии братьев Фреда и Вильгелма Брандтов (Fred & Wilhelm Brandt), собравших большой коллекционный материал бабочек в Афганистане и Иране.  Вид был описан в 2012 году российским энтомологом Владимиром Мироновым (ЗИН РАН, Санкт-Петербург) и немецким лепидоптерологом Ульрихом Ратцелем (Ulrich Ratzel; Карлсруэ).